# کاخ آشور

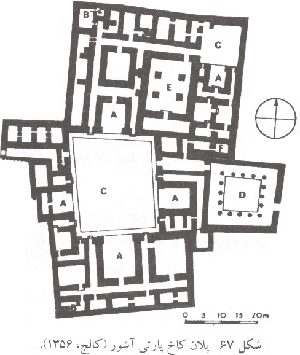

کاخ آشور یا کاخ پارتی آشور بنایی تاریخی متعلق به دوره شاهنشاهی اشکانی است که در محوطه باستانی آشور (قلعه شرقات کنونی) در ساحل غربی رود دجله در شمال بین‌النهرین واقع شده است. این کاخ نماد بارزی از تلفیق معماری آشوری با نوآوری‌های پارتی است و به عنوان یکی از مهم‌ترین آثار معماری دوران اشکانی در خاور نزدیک شناخته می‌شود.

## تاریخچه
- دوره آشوری: شهر آشور از هزاره سوم پیش از میلاد مرکز مذهبی و نخستین پایتخت امپراتوری آشور بود. پس از تخریب توسط بابلی‌ها در ۶۱۴ پیش از میلاد، این شهر در سده‌های اول و دوم میلادی تحت حاکمیت اشکانیان احیا شد.[۱]
- دوره پارتی: اشکانیان با بهره‌گیری از موقعیت استراتژیک آشور در جاده ابریشم، این شهر را به مرکزی تجاری-اداری تبدیل کردند. کاخ کنونی محصول بازسازی‌های گسترده در سده‌های اول و دوم میلادی است که عناصر معماری پارتی مانند ایوانهای طاقدار را به سازه‌های آشوری افزود.[۲]

## ویژگی‌های معماری

### تلفیق سبک‌ها
- ایوان‌های پارتی: این کاخ با چهار ایوان طاقدار که دو مورد در دوره‌های بعدی افزوده شد، الگویی پیشرو برای معماری ایرانی پسااشکانی شد. ایوان مرکزی با ۱۵ متر ارتفاع، فضایی تشریفاتی با تزئینات نقاشی دیواری و آجرهای لعابدار بود.[۳]
- 'سازه‌های آشوری: استفاده از آجرهای گلی با روکش گچبری‌های پیچیده، الهام‌گرفته از زیگوراتهای میان‌رودان.
- نوآوری‌ها: سیستم پیشرفته مدیریت آب با کانال‌های زیرزمینی و حوضچه‌های ذخیره آب برای مصارف تشریفاتی و روزمره.[۴]

### فضاهای داخلی
- سه میانسرا (حیاط مرکزی) با رواق‌های ستون‌دار
- تالارهای پذیرایی با سقف‌های گنبدی
- اتاق‌های اداری و اقامتی مجهز به سیستم تهویه طبیعی

## اهمیت تاریخی و فرهنگی

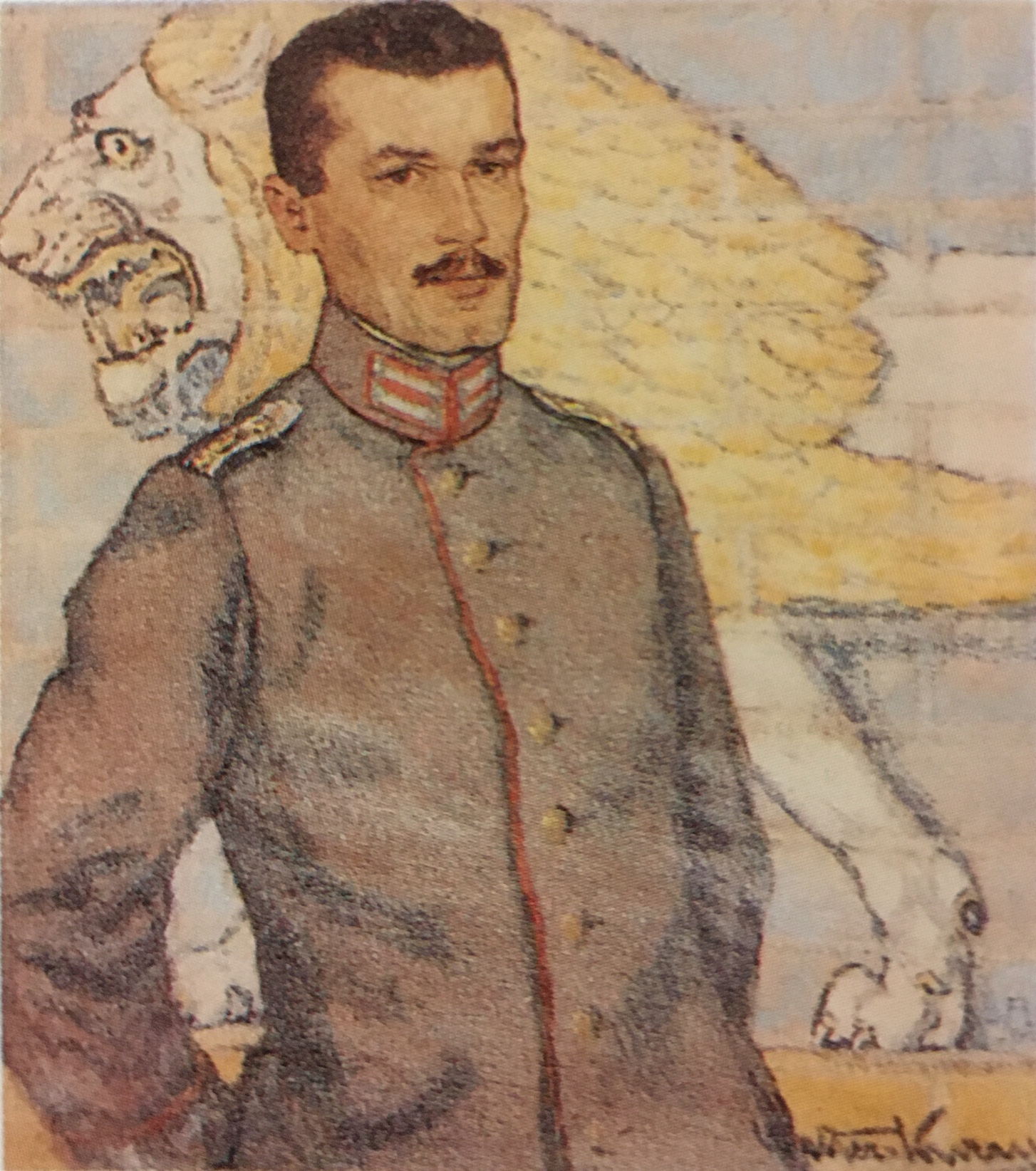
والتر آندره باستان شناس آلمانی

- مرکز تجاری: موقعیت آشور در تقاطع راه‌های کاروان‌رو میان ایران، آناتولی و شامات، آن را به حلقه اتصال جاده ابریشم به مدیترانه تبدیل کرده بود.[۵]
- کشفیات باستان‌شناسی: کاوش‌های والتر آندره (۱۹۰۳-۱۹۱۴) حدود ۴۴٬۰۰۰ شیء شامل سفال‌های منقوش پارتی، سکه‌های اشکانی و گرافیتیهای آرامی را آشکار کرد که اطلاعات ارزشمندی از ساختار اجتماعی آن دوره ارائه می‌دهند.[۶]

## حفاظت

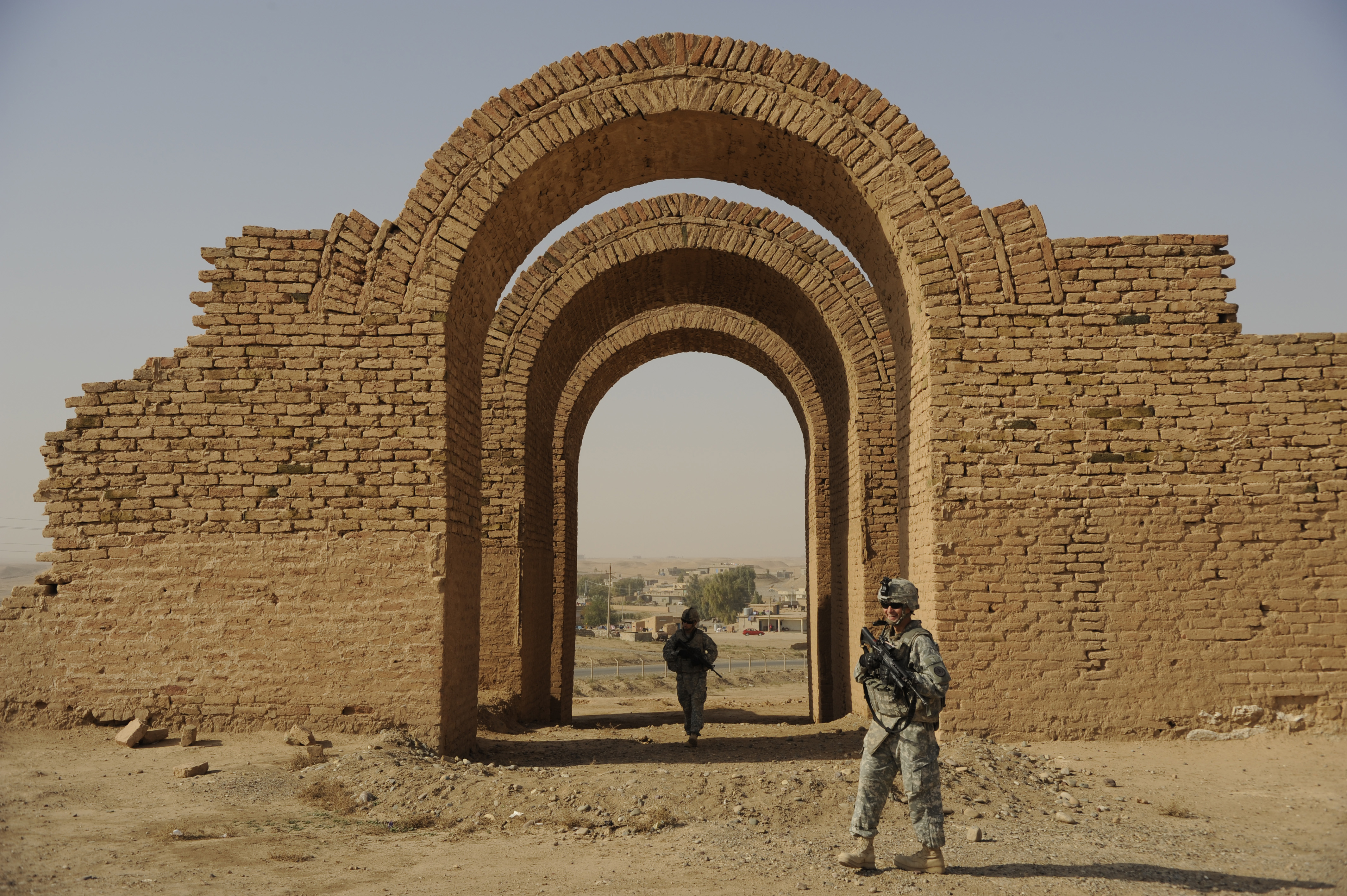
تصویر تیم سربازان آمریکایی که وظیفه حفاظت از این آثار را داشتند.

- تهدیدات: آسیب‌های ناشی از سدسازی بر روی دجله، نفوذ آبهای زیرزمینی و جنگ عراق. در سال ۲۰۱۵، حدود ۷۰٪ از دروازه تَبیرا توسط داعش تخریب شد.[۷]
- پروژه‌های مرمتی: برنامه‌های یونسکو با استفاده از فناوری اسکن سه‌بعدی و بازسازی مجازی آجرهای لعابدار.[۸]